# Regata (otok)
Regata je nenaseljeni otočić uz zapadnu obalu Istre, južno of Poreča, ispred plaže Plave Lagune. 
Površina otoka je 4352 m2, duljina obalne crte 279 m, a visina oko 3 metra.
Prema Državnom programu zaštite i korištenja MPNNo-a, a glede demografskog stanja i gospodarske razvijenosti, Regata je svrstana u "male, povremeno nastanjene i nenastanjene otoke i otočiće"
U Državnom programu zaštite i korištenja malih, povremeno nastanjenih i nenastanjenih otoka i okolnog mora Ministarstva regionalnoga razvoja i fondova Europske unije, svrstana je pod hridi. IOO je 1102 i pripada Gradu Poreču.

## Vanjske poveznice
|  | Zajednički poslužitelj ima još gradiva o temi Regata (otok) |